# دلونی (دهانه)
دلونی یک دهانه برخوردی در ماه‌ است. این نام به نام ستاره شناس فرانسوی چارلز-اوژن دلونای نامگذاری شد. دهانه های La Caille در جنوب غربی و Faye در مرز شمال شرقی در لبه بیرونی دلونی قرار دارند. در انتهای شمال غربی Arzachel قرار گرفته است.
این دهانه به شکل نامنظم است که دارای یک خط الراس داخلی است که از سمت شمال شرقی شروع می‌شود و دهانه را تقریباً به نصف تقسیم می کند و به آن ظاهری قلبی شکل می دهد. این پشته با نزدیک شدن به لبه جنوب غربی به طور فزاینده ای باریک می‌شود، تا جایی که در نقطه تیز خاتمه یابد و به آن شکل یک دندان نیش منحنی ایجاد می‌دهد. لبه خارجی این دهانه به همان اندازه نامنظم است و دیواره داخلی ناهموار به طور قابل توجهی تغییر می کند. لبه جنوبی به ویژه در اثر ضربه، از جمله ضربه La Caille E که به داخل آن نفوذ می کند ، به شدت آسیب دیده است.

## دهانه‌های اقماری
این دهانه ۱ دهانه اقماری دارد.
| Delaunay | عرض جغرافیایی | طول جغرافیایی | قطر         |
| -------- | ------------- | ------------- | ----------- |
| A        | ۲۱.۹° S       | ۲.۰° E        | ۶.۰ کیلومتر |